# Kanton Bechtheim
Der Kanton Bechtheim (franz.: Canton de Bechtheim) war ab 1798 eine Verwaltungseinheit im linksrheinischen, von Frankreich annektierten Gebiet und folgend im Großherzogtum Hessen. Ab 1822 hieß er Kanton Osthofen.

## Geografische Lage
Das Gebiet des Kantons Bechtheim erstreckte sich über den heutigen Landkreis Alzey-Worms sowie Teile der Stadt Worms.

## Geschichte

### Frankreich
Vor der Besetzung des Linken Rheinufers im Ersten Koalitionskrieg (1794) gehörte das Gebiet des Kantons Bechtheim hauptsächlich zur Kurpfalz, einzelne Dörfer verschiedenen kleineren Herrschaften.
Nachdem Frankreich 1798 die ehemals deutschen Gebiete annektiert hatte, wurde von der französischen Direktorialregierung 1798 die Verwaltung des linken Rheinufers nach französischem Vorbild reorganisiert und damit u. a. eine Einteilung in Kantone übernommen. Der Kanton Bechtheim gehörte zum Arrondissement Mainz im Departement Donnersberg. Die Kantone waren zugleich Gerichtsbezirke der Friedensgerichte.

### Übergangsverwaltung
Nachdem im Januar 1814 die Alliierten das Linke Rheinufer wieder erobert hatten, wurde im Februar 1814 das Departement Donnersberg und damit auch der Kanton Bechtheim Teil des provisorischen Generalgouvernements Mittelrhein. Nach dem Pariser Frieden vom Mai 1814 wurde das Generalgouvernement im Juni 1814 aufgeteilt, die rechts der Mosel liegenden Kantone wurden der neu gebildeten Gemeinschaftlichen Landes-Administrations-Kommission zugeordnet, die unter der Verwaltung von Österreich und Bayern stand. Während der österreichisch-bayerischen Verwaltung gehörte der Kanton Bechtheim zum Arrondissement bzw. zur Kreisdirektion Alzey.
Auf dem Wiener Kongress (1815) war dem Großherzog von Hessen ein Gebiet im ehemaligen Departement Donnersberg mit 140.000 Seelen zugesprochen worden. In einem am 30. Juni 1816 mit Österreich und Preußen geschlossenen Staatsvertrag erfolgten die näheren Festlegungen über das entsprechende Gebiet, zu dem auch der Kanton Bechtheim gehörte.

### Hessen
Das Großherzogtum Hessen organisierte sein neues linksrheinisches Gebiet als Provinz Rheinhessen. Die Einteilung in Kantone wurde beibehalten. Die Kantone waren jetzt allerdings nur noch Gerichtsbezirke der Friedensrichter. Zum 9. Dezember 1822 wurde der Kanton Bechtheim in „Kanton Osthofen“ umbenannt. Grund war, dass bereits 1804, also schon in der französischen Zeit, der Sitz des Friedensgerichts faktisch nach Osthofen verlegt worden war. Der Kanton Osthofen hatte 1834 noch denselben Gebietsstand wie der Kanton Bechtheim in der französischen Zeit.
Am 5. Februar 1835 wurden die elf Kantone Rheinhessens durch vier Kreise ersetzt. Aus den Kantonen Worms, Osthofen und Pfeddersheim wurde der Kreis Worms gebildet.

## Gemeinden und Mairies
Nach amtlichen Tabellen aus den Jahren 1798 und 1811 gehörten zum Kanton Bechtheim folgende Gemeinden, die verwaltungsmäßig Mairies zugeteilt waren (Ortsnamen in der damaligen Schreibweise); die Einwohnerzahlen (Spalte „EW 1815“) sind einer Statistik von 1815 entnommen; die Spalte „vor 1792 zugehörig“ nennt die landesherrliche Zugehörigkeit vor der französischen Inbesitznahme.
| Gemeinde       | Mairie        | EW 1815 | vor 1792 zugehörig           | Anmerkungen                                  |
| -------------- | ------------- | ------- | ---------------------------- | -------------------------------------------- |
| Abenheim       | Abenheim      | 941     | Freiherr von Dalberg         | seit 1969 Stadtteil von Worms                |
| Alsheim        | Alsheim       | 1.117   | Kurpfalz                     |                                              |
| Bechtheim      | Bechtheim     | 1.187   | Fürst von Leiningen-Dürkheim |                                              |
| Blödesheim     | Monzernheim   | 336     | Kurpfalz                     | 1971 umbenannt in Hochborn                   |
| Dittelsheim    | Dittelsheim   | 519     | Kurpfalz                     | seit 1969 Ortsteil von Dittelsheim-Heßloch   |
| Dorndürkheim   | Dorndürkheim  | 459     | Kurpfalz                     | heute Gemeinde Dorn-Dürkheim                 |
| Eich           | Eich          | 1.095   | Kurpfalz                     |                                              |
| Eppelsheim     | Eppelsheim    | 534     | Kurpfalz                     |                                              |
| Frettenheim    | Heßloch       | 140     | Kurpfalz                     |                                              |
| Gimbsheim      | Gimbsheim     | 1.176   | Kurpfalz                     |                                              |
| Hamm           | Hamm          | 799     | Kurpfalz                     | heute Gemeinde Hamm am Rhein                 |
| Hangenwahlheim | Alsheim       | 131     | Kurpfalz                     | heute Ortsteil von Alsheim (Hangen-Wahlheim) |
| Hangenweisheim | Eppelsheim    | 336     | Kurpfalz                     | heute Gemeinde Hangen-Weisheim               |
| Heppenheim     | Heppenheim    | 501     | Kurpfalz                     | seit 1903 Gau-Heppenheim                     |
| Heßloch        | Heßloch       | 605     | Freiherr von Dalberg         | seit 1969 Ortsteil von Dittelsheim-Heßloch   |
| Ibersheim      | Hamm          | 328     | Kurpfalz                     | seit 1969 Stadtteil von Worms                |
| Mettenheim     | Bechtheim     | 596     | Grafschaft Wartenberg        |                                              |
| Monzernheim    | Monzernheim   | 331     | Kurpfalz                     |                                              |
| Osthofen       | Osthofen      | 1.240   | Kurpfalz                     |                                              |
| Rheindürkheim  | Rheindürkheim | 621     | Hochstift Worms              | seit 1969 Stadtteil von Worms                |
| Westhofen      | Westhofen     | 1.468   | Kurpfalz                     |                                              |